# Mattawa (Ontario)
Mattawa ist eine Kleinstadt im Nordosten der kanadischen Provinz Ontario. Der letzten Volkszählung von 2016 („Canada 2016 Census“) zufolge hat die Stadt 1993 Einwohner. 60 % der Einwohner sind frankophon.

## Geschichte

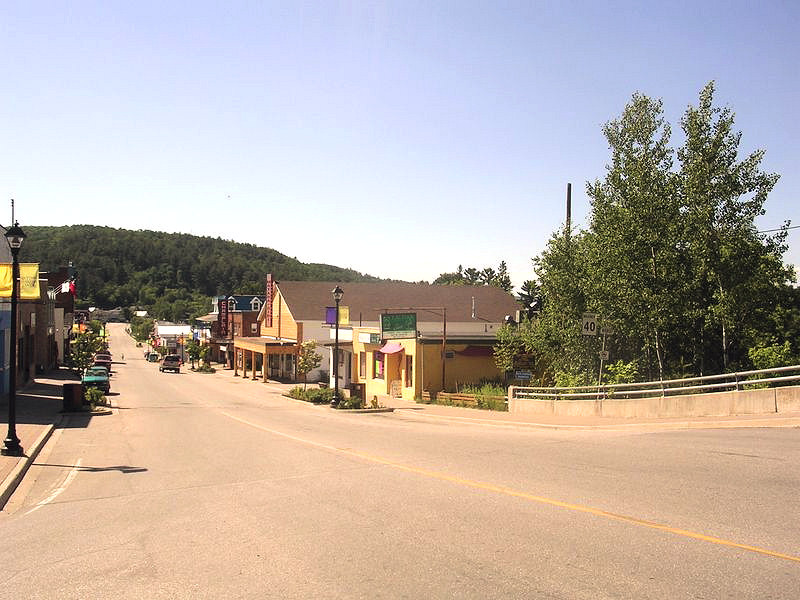
Der Highway 533 bildet die Hauptverkehrsstraße von Mattawa.

Mattawa bedeutet in der Sprache der Anishinabe „Zusammentreffen der Wasser“. Der Mattawa River trifft dort auf den Fluss Ottawa. Die Region war vor der europäischen Kolonisierung Siedlungsgebiet der Anishinabe-, Nipissing- und Algonkinindianer.
Étienne Brûlé und Samuel de Champlain waren die ersten Europäer, die im Jahre 1615 die Region erkundeten. Dank ihrer Lage an der Mündung der beiden Flüsse spielte die Stadt in der Vergangenheit eine wichtige Rolle als Knotenpunkt für Pelz- und Holzhändler.
Mattawa wurde bekannt als Nordamerikas erste Stadt mit einem gewählten Bürgermeister schwarzer Hautfarbe. Der ursprünglich haitianische Mediziner, Saint Firmin Monestime, übte dieses Amt von 1962 bis 1964 aus.
Die Ortschaft sieht sich heutzutage wie viele weitere Kleinstädte im Nordosten Ontarios mit wirtschaftlichen und demographischen Schwierigkeiten konfrontiert, da in der Umgebung nur wenige Arbeitsplätze verfügbar sind.

## Sehenswürdigkeiten und Einrichtungen

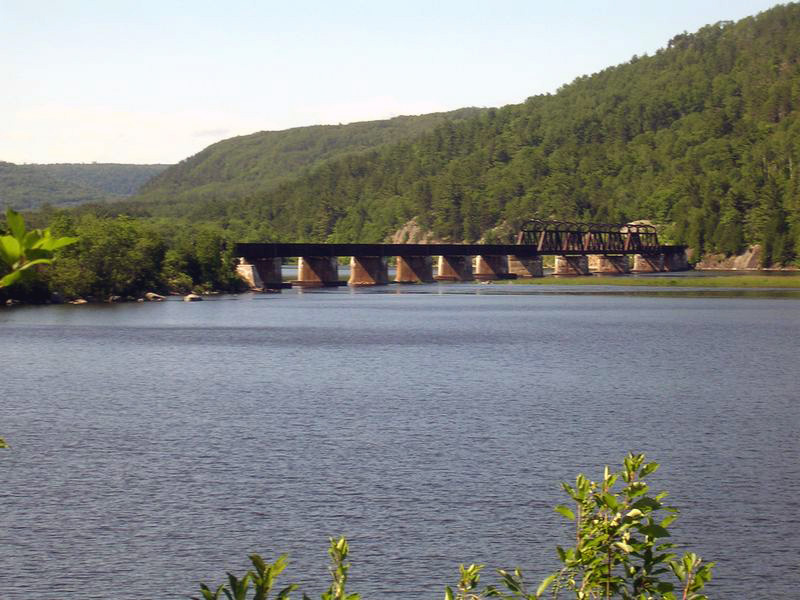
Eine Eisenbahnbrücke führt bei Mattawa über den Ottawa River.

Mattawa ist der Ausgangspunkt des "Timber Train" (dt.: Holzbahn), der den Ottawa-Fluss hinauf nach Témiscaming, Québec führt. In der Stadt befindet sich auch das „Mattawa and District Museum“, in dem u. a. eine Holzstatue des franko-kanadischen Volkshelden Big Joe Mufferaw zu finden ist. Ansonsten wird hauptsächlich die frühe Besiedlung der Region dokumentiert. Die Stadt selber und die Umgebung sind mit vielen Holzskulpturen gespickt, die die Geschichte der Region wiedergeben.
Die „Mattawa District Chamber of Commerce“ ist eine lokale Vereinigung, die darum bemüht ist, die Stadt und ihre Umgebung in wirtschaftlicher und touristischer Hinsicht zu fördern. Sie beteiligen sich zum Beispiel an der Errichtung neuer Holzskulpturen.
In der Nähe der Stadt befindet sich auch das „Canadian Ecology Centre“ (CEC), das eine Waldfläche von 2.500 ha beaufsichtigt und unter anderem durch kulturelle Aufarbeitung der Stammesgeschichte der Nipissing- und Algonkinindianer diese natürliche Resource zu erhalten versucht.

## Söhne und Töchter der Stadt
- Saint Firmin Monestime, ehemaliger Bürgermeister